# エドワード・ウィリアム・クック
エドワード・ウィリアム・クック（Edward William Cooke RA FRS FZS FSA FGS、1811年3月27日 - 1880年1月4日）は、イギリスの画家である。海岸や港の風景、船舶を描いた海洋画家、風景画家として活躍した。学者としても活動し、王立協会やロンドン動物学会の会員であった。

## 略歴
ロンドンのPentonvilleで生まれた。父親は版画家のジョージ・クック (1781-1834)で、叔父のウィリアム・バーナード・クック（William Bernard Cooke: 1778–1855）も版画家であり、多くの芸術家の中で育った。子供時代から、版画の下絵画家、版画家として優れた技術を習得した。父親の友人の海洋画家、クラークソン・スタンフィールド（Clarkson Frederick Stanfield: 1793–1867）や風景画家のデヴィッド・ロバーツ（1796-1864）からも指導を受け、18歳になった1829年には、帆船を描いた画集が出版されている。1833年ころから油彩画に取り組み、1834年からは風景画家のジェームズ・スターク（James Stark: 1794–1859）に学んだ。 1835年からロイヤル・アカデミー・オブ・アーツの展覧会とロンドンの民間展覧会「British Institution」に出展を始めた。
国内外を旅して絵を描き、1837年にはオランダを訪れて17世紀のオランダの海洋画家の作品から影響を受け、生涯を通して、何度もオランダを訪れ、海岸の風景を描き、オランダの巨匠たちの作品を研究した。オランダで描いた作品はイギリスで高い評価を得た。オランダの他、北欧やスペイン、北アフリカやイタリアのヴェネツィアを旅し作品を描いた。17世紀の画家のニコラース・ベルヘムやパウルス・ポッテル、カレル・デュジャルダンといった画家から影響を受けたとされる。
1851年にロイヤル・アカデミー・オブ・アーツの準会員に選ばれ、1864年に正会員に選ばれた。1858年にアメリカのナショナル・アカデミー・オブ・デザインの名誉会員にも選ばれた。
博物学や地質学に興味を持ち、リンネ協会や、ロンドン地質学会、ロンドン動物学会、ロンドン考古協会の会員になった。1840年代には、ランの収集家、園芸家のジェームズ・ベイトマンの研究に協力した。1863年に王立協会のフェローに選ばれた。1842年に動物学者のジョン・エドワード・グレイはボア科の蛇の種に、クックの名を献名して、Corallus cookiiという学名を命名した。

## 作品

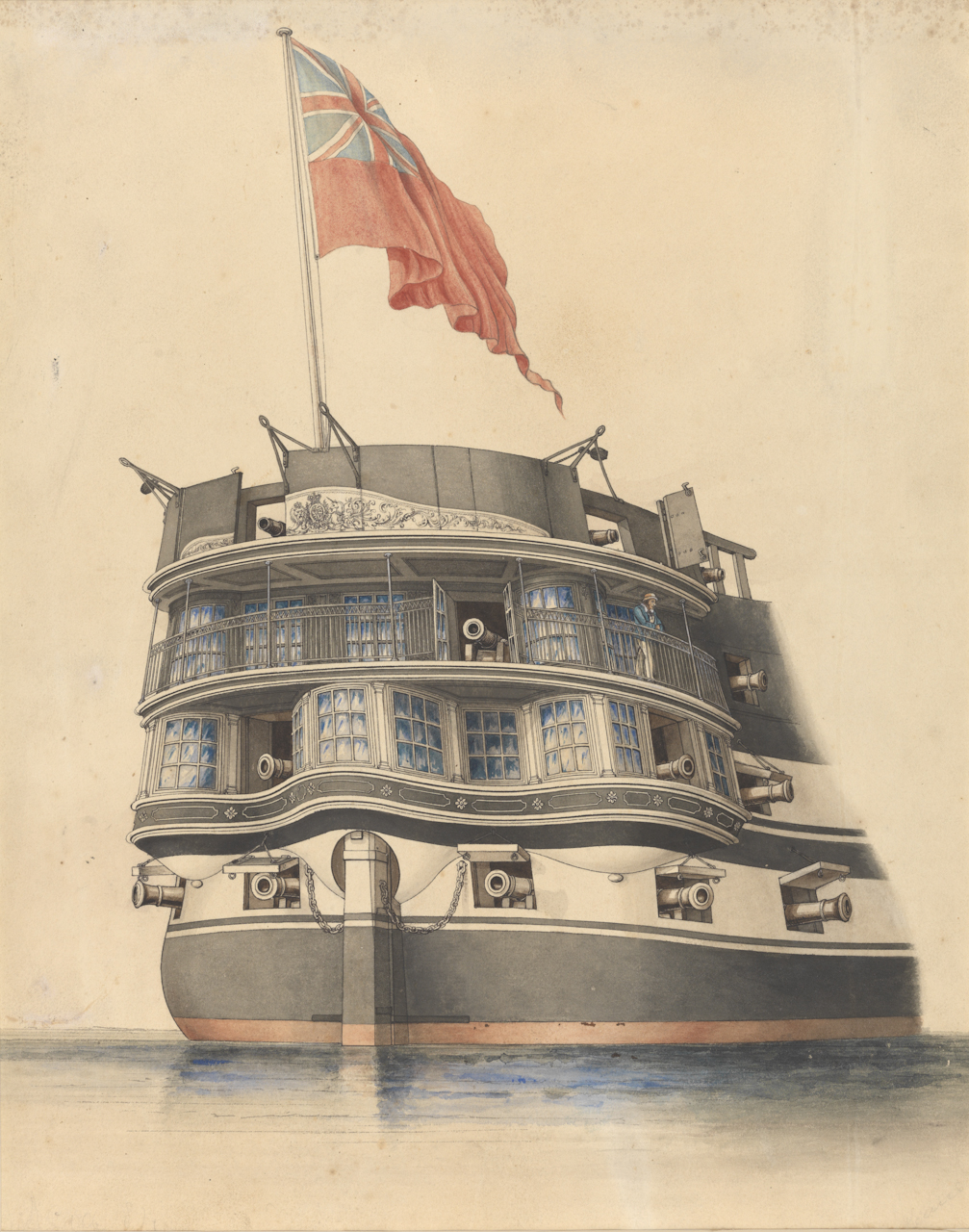
イギリス海軍2等艦「Asia」の艦尾 (1829)（版画）
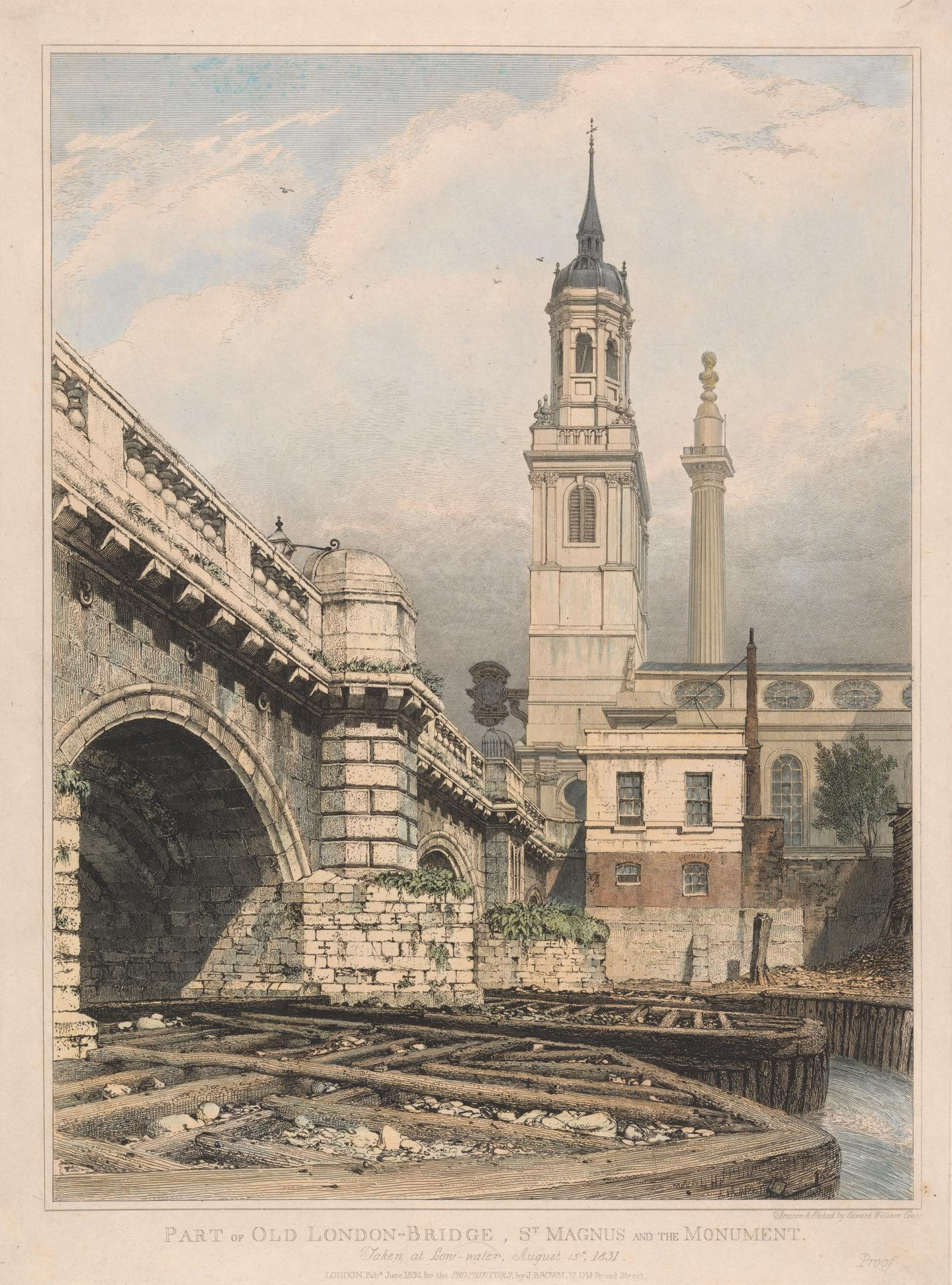
ロンドン橋と聖マグナス・マーター教会（手彩色版画-1831)
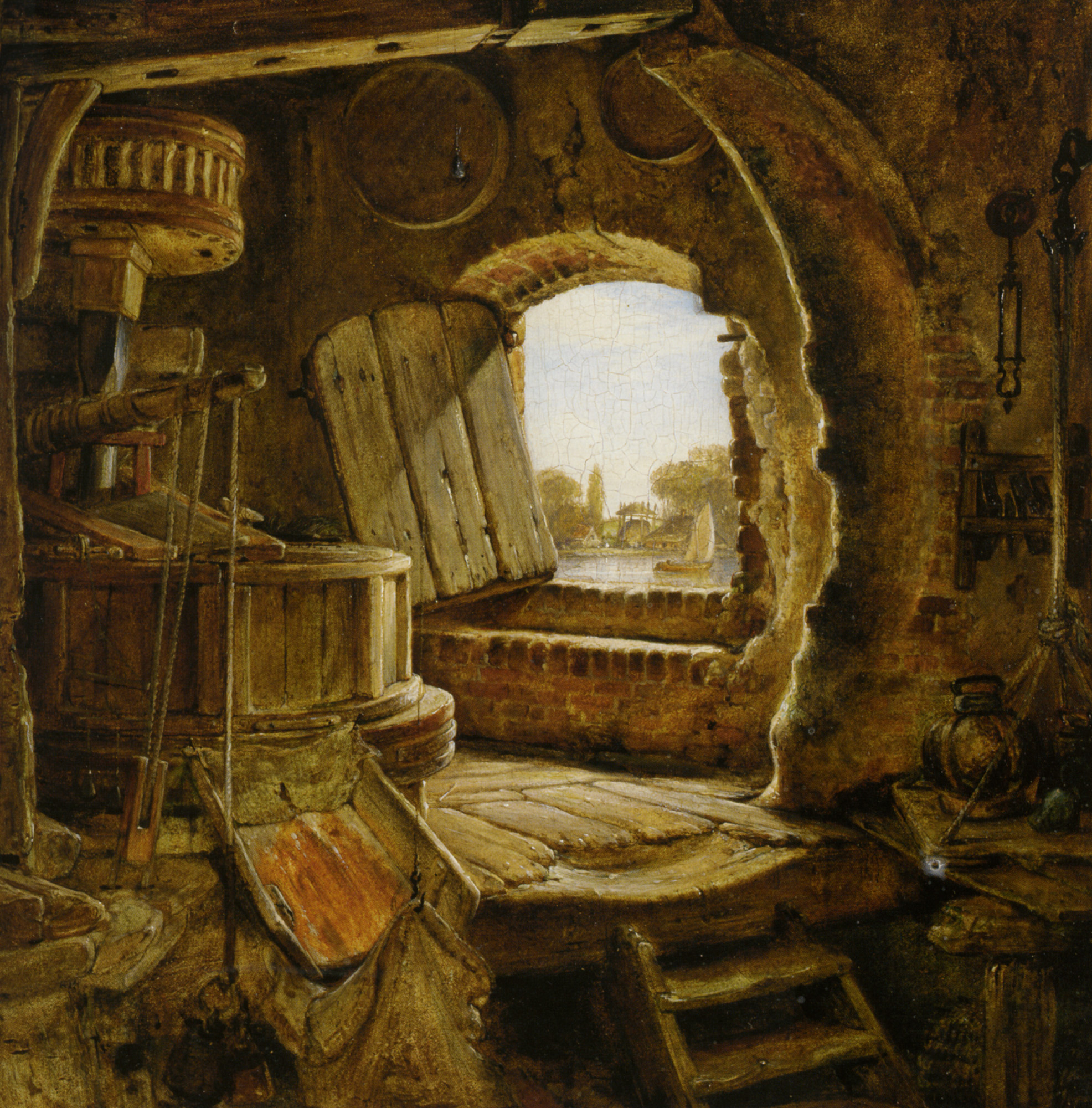
"Rembrandt's Father's Mill"
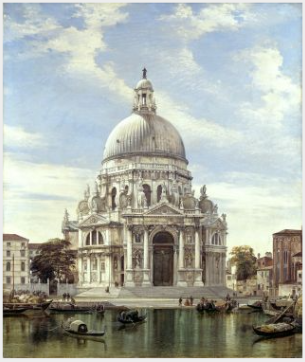
ヴェネツィア アイルランド国立美術館

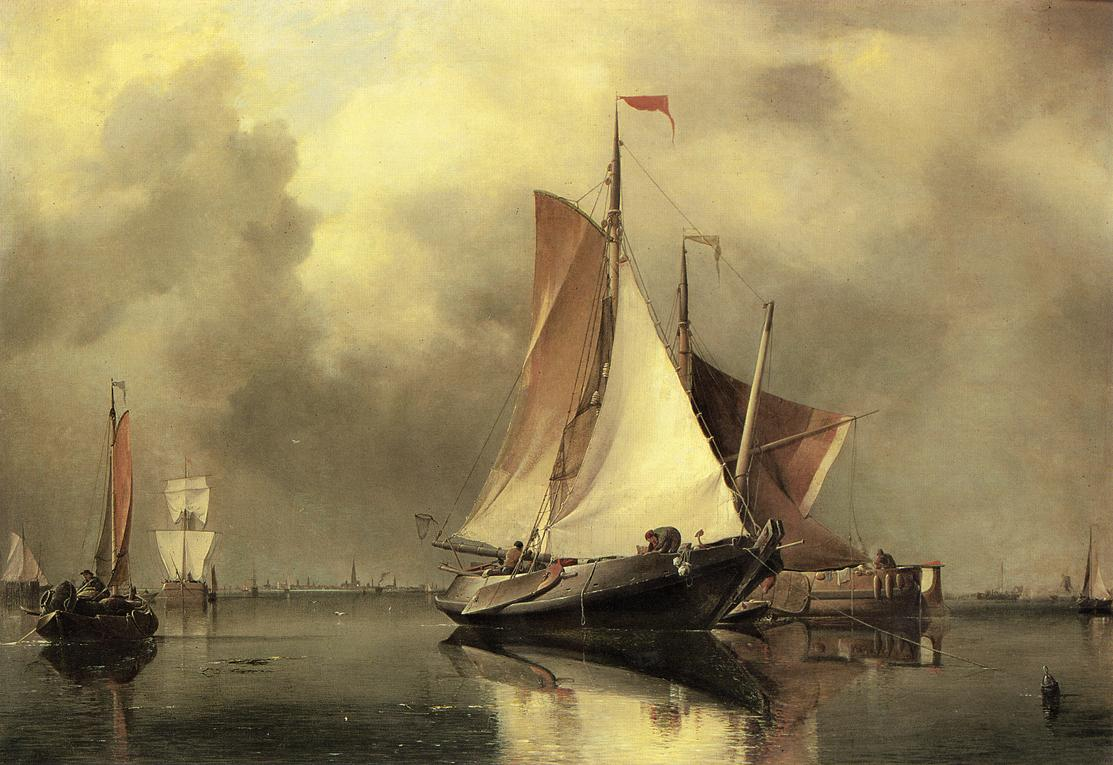
スヘルデ河口の凪の日 (1870)
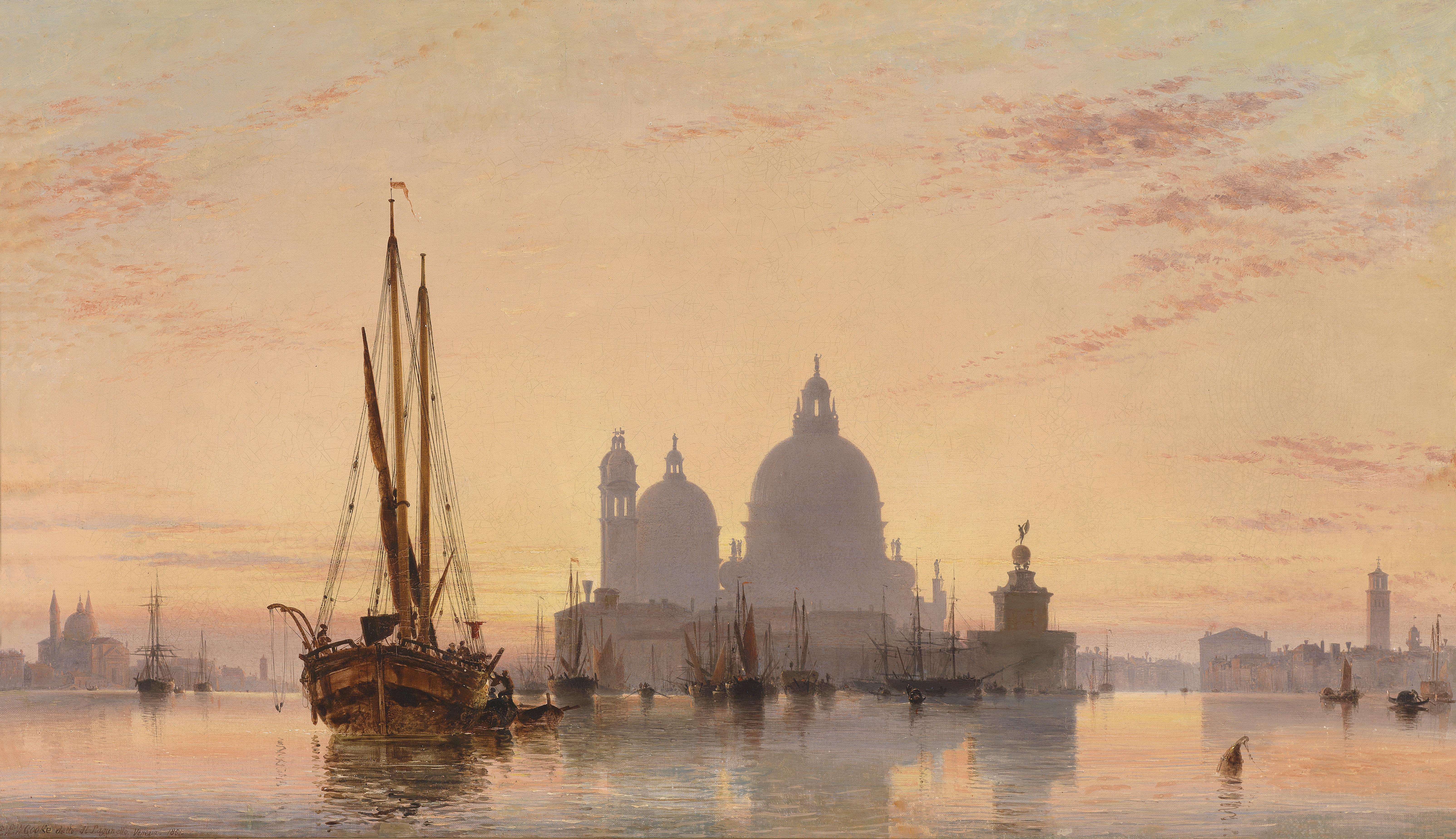
ヴェネツィア　(1851)
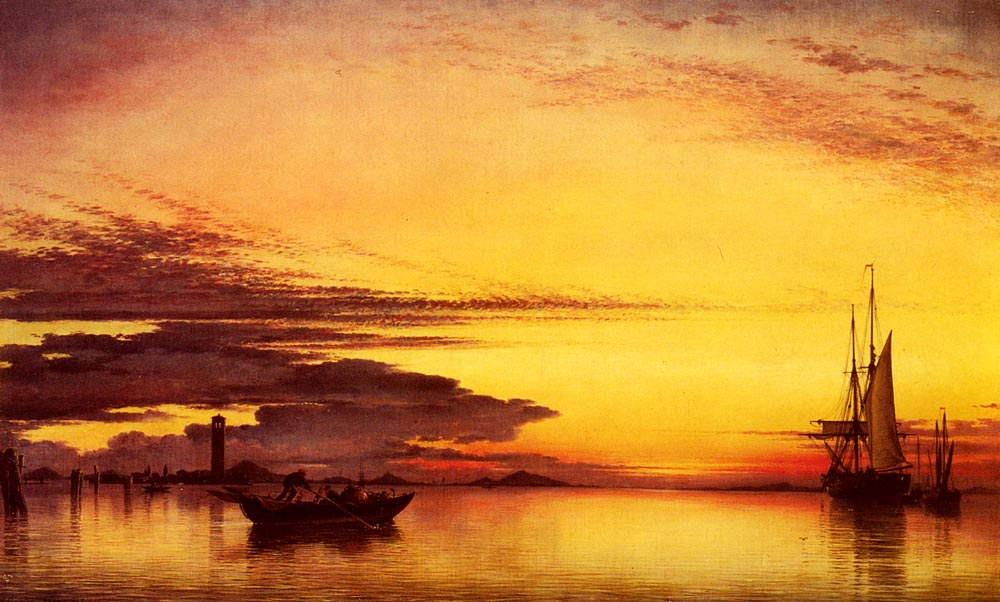
ヴェネツィア湾の日没 (1853)

## その他文献
- Stephen, Leslie, ed. (1887). "Cooke, Edward William". Dictionary of National Biography. Vol. 12. London: Smith, Elder & Co. pp. 80–81.
- Munday, John (1996). Edward William Cooke RA, FRS, FSA, FLS, FZS, FGS: 1811-1880: A Man of his Time. Suffolk: Antique Collectors' Club. ISBN 1-85149-222-4.
- Barringer, Tim; Cowling, Mary; Barringer, T.J. (2008). Paintings from the Reign of Victoria: The Royal Holloway Collection, London. London: Frances Lincoln Ltd. 256 pp. ISBN 0-7112-2927-9. (p. 197).